# 栃木県道111号七井停車場線

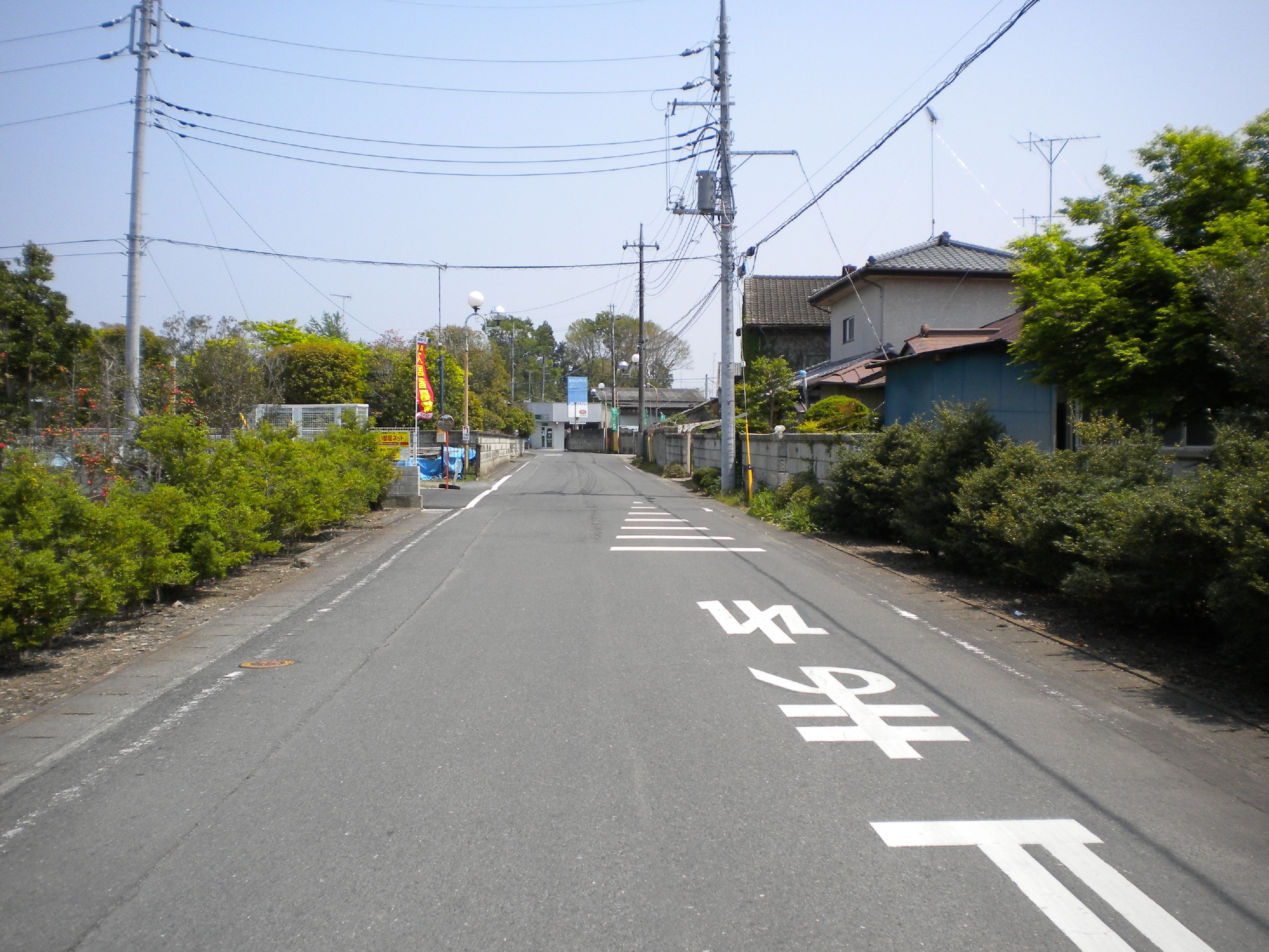
起点付近より終点方向を望む

栃木県道111号七井停車場線（とちぎけんどう111ごう なないていしゃじょうせん）は、栃木県芳賀郡益子町に位置する一般県道である。

## 概要
益子町北部、七井地区（旧七井村）の宇都宮笠間線と真岡鐵道真岡線・七井駅を結ぶ路線である。付近は七井地区の中心となっており、沿線には民家が林立する。
七井地区には関東自動車路線バスの宇都宮-益子線が運行されているが、バスは本路線終点付近、宇都宮笠間線上の七井駅前バス停を通過するのみで、本路線は経由していない。

## 路線データ
- 総延長：0.197km
- 起点：栃木県芳賀郡益子町大字大沢（七井停車場）
- 終点：栃木県芳賀郡益子町大字七井（栃木県道1号宇都宮笠間線交点）
- 認定：1961年（昭和36年）4月1日

## 沿線施設
- 真岡鐵道真岡線七井駅
- JAはが野 はが野食材センター
- 七井幼稚園